# Ulee Titi
Ulee Titi is een bestuurslaag in het regentschap Aceh Utara van de provincie Atjeh, Indonesië. Ulee Titi telt 348 inwoners (volkstelling 2010).